# Сафоновка (Башкортостан)
Сафоновка (баш. Сафоновка) — село в Дуванском районе Республики Башкортостан Российской Федерации. Входит в состав Дуванского сельсовета.

## География

### Географическое положение
Расстояние до:
- районного центра (Месягутово): 80 км,
- ближайшей ж/д станции (Сулея): 155 км.

Находится на берегу реки Юрюзани.

## Население
| 2002 | 2010 |
| ---- | ---- |
| 68   | ↘42  |